# 임정모
임정모(1992년 11월 21일 ~)는 대한민국의 뮤지컬 배우다. 2015년 뮤지컬 <레미제라블>로 데뷔했다.
잘생겼다.

## 방송
- 팬텀싱어 2 (2017) - Top16(16위)

## 공연
- 레미제라블 (2015)
- 스위니 토드 (2016)
- 몬테크리스토 (2016~2017)
- 레베카 (2017~2018, 2021~2022)
- 명성황후 (2018)
- 앤드류 로이드 웨버 기념 콘서트 (A Celebration of Andrew Lloyd Webber in Korea) (2018)
- 2018 팬텀싱어 페스티벌 (2018)
- 영웅 (2019)
- 그리스 (2019)
- 드라큘라 (2020)
- 뮤지컬 <렌트> (2020)
- 블루레인 (2021)
- 제15회 DIMF 스페셜5 - 대구 (2021)
- 모래시계 (2022)
- 베르테르 (2025)

## 음반
- 팬텀싱어2 Episode 1 (2017)
- 팬텀싱어2 Episode 5 (2017)
- 팬텀싱어2 Episode 6 (2017)
- 팬텀싱어2 Episode 8 (2017)